# ヴィクトル・リュードベリ記念学校
ヴィクトル・リュードベリ記念学校とはスウェーデンにある学校。
授業の必須科目にマインクラフトが取り入れられている。